# 2025년 동계 아시안 게임 인도 선수단
2025년 동계 아시안 게임 인도 선수단은 2025년 2월 7일부터 14일까지 중화인민공화국 하얼빈에서 열리는 2025년 동계 아시안 게임에 참가할 예정인 인도 선수단이다.

## 선수단
아래 표는 종목별, 성별 인도 대표단 선수 수이다.
| 종목             | 남자 | 여자 | 합계 |
| ---------------- | ---- | ---- | ---- |
| 쇼트트랙         | 6    | 6    | 12   |
| 스노보드         | 4    | 0    | 4    |
| 스키마운티니어링 | 4    | 4    | 8    |
| 스피드스케이팅   | 7    | 2    | 9    |
| 아이스하키       | 23   | 0    | 23   |
| 알파인스키       | 4    | 4    | 8    |
| 크로스컨트리     | 5    | 5    | 10   |
| 피겨스케이팅     | 1    | 1    | 2    |
| 합계             | 54   | 22   | 76   |